# 遊戯王マスターデュエル
遊戯王マスターデュエル（ゆうぎおうマスターデュエル）は、トレーディングカードゲーム・遊☆戯☆王オフィシャルカードゲームを基にしたiOS 、Android 、Microsoft Windows 、PlayStation 4 、  PlayStation 5 、Xbox One 、Xbox Series X/S、Nintendo Switch向けにコナミデジタルエンタテインメントが2022年1月19日にリリースした、デジタルトレーディングカードゲームである。  

## 沿革
当初は2020年末の「ジャンプフェスタ」でタイトルのみが発表された。その後、2021年7月20日にYoutubeチャンネル「遊戯王OCGチャンネル」で公開された動画「Yu-Gi-Oh! Digital Next」内にて詳細が公開。
その後、9月の東京ゲームショウにおいて本作の発売日が「今冬」であることが発表された後、2022年1月19日にNintendo Switch・PlayStation 4・PlayStation 5・Xbox One・Xbox Series X/S・Steamでの配信が開始された。
その後、2022年1月27日にiOS版とAndroid版の配信がApp StoreとGoogle Playストアで開始された。

## 内容
本作はデジタルトレーディングカードゲームである。以下の内容よりなる。
「対戦モード」。これには、スタンダード対戦、フリーマッチ、デュエルルームの３種類がある。
「ソロモード」。
「ショップ」。ここで、アイコン等やカードを入手する。
ソロモードのチュートリアルの中にはデッキテーマごとに分かれているものもあり、プレイヤーはレンタルデッキを用いてテーマに合わせた展開を学ぶことができる。
また、ソロモードでは原作カードであまり言及されなかったカードの背景となる物語が展開されている。

### クロスプレイとクロスプログレッションについて
クロスプラットフォームで展開されている本作は、プラットフォームを跨いだクロスプレイにも対応しているほか、複数のプラットフォーム間でカードを共有するクロスプログレッションにも対応している。
クロスプログレッションの性質上、ソロモードやデッキの編集の際にもインターネット接続が必要である。

### リミットレギュレーションについて
本作品におけるリミットレギュレーションは2週間前にゲーム内お知らせで紹介される方式が取られている。また、『遊戯王 デュエルリンクス』（以下：『デュエルリンクス』）のような方式ではなくOCGと同様のリミットレギュレーション方式ではあるが、OCGのものとは差異がある。カードが新規に規制され使用できる枚数が減少した場合、カード分解時に手に入るクラフトポイントが増加するという形で補填される。

### 開発
本作のシニアプロデューサーの片岡健一は、4Gamer.netとのメールインタビューの中で、本作の企画の検討は『デュエルリンクス』のローンチ直後から進んでいたことを明らかにしている。
同作はもともと『遊戯王』のファンやカードゲームプレイヤーを拡大させる目的から、モバイル端末でも手軽に遊べる作品として作られており、そこからさらにデュエリスト（遊戯王のプレイヤーのこと）がさらに成長できる作品が必要だと判断したことが本作を作るきっかけとなったと片岡は述べている。
当初の企画ではコアファン向けに対戦に特化した内容となる予定だったが、チームスタッフから「少し本格的過ぎるので一人用のモードが欲しい」という提案が寄せられ、ソロモードが実装された。
片岡はこれについて「　スタッフの熱意と遊戯王OCG制作チームの全面協力があったからこそ実現できたモードなので，感慨深いものがあります。」と話している。
『デュエルリンクス』の経験から、クロスプレイへの対応は難しくなかったが、クロスプログレッションやプラットフォームごとに異なるルールへの対応には配慮すべき点が多くて苦労したと片岡は述べている。
また、本作は最初の段階から「『対戦者』も『観客』も楽しめる」というコンセプトがたてられており、開発に当たってはeスポーツとしての展開も視野に入れており、会場の大型画面で表示されることを想定し、4Kに対応したほか、サウンドにも力を入れた。

### イベント
本作は概ね1ヶ月に1回、様々なレギュレーションによるイベントが開催されている。
従来のランク戦・フリーマッチ・ルームマッチで適用されるものとは異なる「イベント専用のリミットレギュレーション」が適用され、ゲームバランスの調整及び自爆行為への対策等が行われているのが特徴的である。
- エクシーズフェスティバル（2022年2月17日～同2月24日）

エクシーズモンスター以外のエクストラデッキから特殊召喚できるカードが制限されるイベント。
なお、エクシーズモンスター・ペンデュラムモンスターの双方に属するモンスターも投入が可能となっている。
当イベントでは上述の通り、エクシーズモンスターを使用せずに意図的にライフポイントを減らす「自爆行為」が頻出した為、メダル獲得枚数の調整がアナウンスされた。
- N/Rフェスティバル（2022年3月23日～同4月4日）

ゲーム内カードレアリティが「N（ノーマル）」「R（レアリティ）」のみのカードがデッキに投入できるイベント。
- シンクロフェスティバル（2022年4月12日～同4月22日）

シンクロモンスター以外のエクストラデッキから特殊召喚できるカードが制限されるイベント。
なお、シンクロモンスター・ペンデュラムモンスターの双方に属するモンスターも投入が可能となっている。
- フュージョンフェスティバル（2022年5月12日～同5月23日）

融合モンスター以外のエクストラデッキから特殊召喚できるカードが制限されるイベント。
なお、融合モンスター・ペンデュラムモンスターの双方に属するモンスターも投入が可能となっている。
- リミット1フェスティバル（2022年6月16日～同6月27日）

デッキ・エクストラデッキ内の同名カードが最大1枚までしか投入できなくなるいわゆる「ハイランダー」イベント。
- エクストラゼロフェスティバル（2022年7月19日～同7月28日）

エクストラデッキから特殊召喚される融合・シンクロ・エクシーズ・リンクモンスターがデッキに投入できなくなるイベント。
- デュエリストカップ（2022年8月9日～同8月22日）[9]

遊戯王 デュエルリンクスにおけるKCカップのルールに準拠したイベント。デュエルで勝利を重ねていくことで「DLv.」が上がっていき、DLv.2~15、DLv.17、DLv.20に一度でも到達した場合にはそれぞれのDLv.未満に下がることはない。
本作におけるエキシビジョン形式のデュエルでは初となる大会形式であり、ランク戦におけるランクによって開始DLv.が変動する。ランク戦のランクと開始時のDLv.は下記のとおりである。
| ランク戦のランク | 開始DL |
| ---------------- | ------ |
| SILVER           | DLv.3  |
| GOLD             | DLv.5  |
| PLATINUM         | DLv.7  |
| DIAMOND          | DLv.10 |

- シンクロエクシーズフェスティバル（2022年9月20日～同9月30日）

シンクロ・エクシーズモンスター以外のエクストラデッキから特殊召喚できるカードが制限されるイベント。
- リンクReg.（2022年10月14日～28日）

リンクモンスター以外のエクストラデッキから特種召喚できるカードが制限されるイベント。なお、従来の「○○○フェスティバル」とは形式が異なり、デュエリストカップのようにレギュレーション戦イベントである。
なお、リンクReg.におけるランクはランク戦のものとほぼ同一である。

## 反響
本作は、発売から間もなくして Steamチャートのトップに躍り出た。
発売から数日後の2022年1月24日にSteamが公開したデータでは、Steamでの同時接続数26万人を突破したことが判明し、それからさらに後の2022年2月6日には、コナミからゲームのダウンロード回数が1,000万回を超えたという発表が出された。

### 評価
レビュー収集サイトであるMetacriticによると、本作品は「一般的に好意的な」レビューを受けた。

### 騒動

#### 自爆デッキ問題
2022年2月17日から開始されたイベント「エクシーズ フェスティバル」で「自爆デッキ」が流行し、それに対して自爆する相手を阻止しようとするデッキも登場した。そのため対策として、コナミは勝利するときに手に入るコインの数を5倍にする措置をとった。
その後に開催された「N/Rフェスティバル」「シンクロフェスティバル」「フュージョンフェスティバル」では「ヒエログリフの石版」、「デステニー・デストロイ」などの自爆に有利なカードが最初から規制されている。

#### 自動Bot問題
本作においては、報酬やアカウント売買目的でプレイを自動化するボットを利用する者の存在が指摘されていた。